# Мандат за разпореждане
Мандат за разпореждане или Постановление за разпореждане (на португалски: mandado de injunção) в бразилската правна система е съдебен акт – съдебно предписание, конституционен инструмент и съдебна процедура за защита на конкретни конституционни права от т.нар. законодателен пропуск. Според чл. 5 ал. LXXI от Конституцията на Бразилия Мандат за разпореждане се издава, когато липсата на регулаторни норми възпрепятства упражняването на конституционни права и свободи, както и на прерогативи, отнасящи се до националността, суверенитета и гражданството. Мандатът за разпореждане дава право на бразилските граждани да търсят съдебна помощ за упражняване на конституционните си права, които не са регулирани от обикновените закони.

## Характеристики
Конституцията на Бразилия създава множество права за бразилските граждани, като задължава законодателя да регулира тяхното упражняване чрез инфраконституционално законодателство. Въпреки че в чл.5 §1 Конституцията постановява, че разпоредбите ѝ, формулиращи основните права и защити, са непосредствено приложими, конституцията създава нова и оригинална за бразилската правна традиция конституционна мярка, наречена Мандат за разпореждане, която да гарантира ефективното приложение на тези конституционни разпоредби.
Мандатът за разпореждане има за цел да преодолее бездействието на властите, когато те са задължени от конституцията да приемат регулаторни мерки за реда на упражняване на конституционно гарантирани права. Така предписанието за разпореждане е насочено срещу липсата на нормативни разпоредби, която възпрепятства ефективното упражняване на конституционните права на отделни лица (физически или юридически лица, или техни обединения). По това мандатът за разпореждане силно напомня друга конституционна мярка, наречена Директно дело за противоконституционност поради бездействие (Ação Direta de Inconstitucionalidade por Omissão). Докато обаче мандатът за разпореждане е част от дифузната система на конституционен контрол, която се прилага от всички висши бразилски съдилища, директното дело за противоконституционност поради бездействие е форма на абстрактен конституционен контрол, упражняван от Върховния федерален съд с цел защита на общия правов ред в държавата. Основният обект на мандата за разпореждане не е защитата на общия правов ред, а защитата на персонални конституционни права. Така всяко лице може да поиска от съда мандат за разпореждане, за да осигури упражняването на собствените си конституционни права. При директните дела за противоконституционност поради бездействие кръгът на лицата, които могат да пледират пред Върховния федерален съд, е строго ограничен от конституцията на страната. Въпреки това, в един от първите си мандати за разпореждане, произнесен година след приемането на конституцията, Върховният федерален съд постановява, че ефектът на предписанието за разпореждане е подобен на ефекта на решението, взето по директно дело за противоконституционност поради бездействие: процедурата мандат за разпореждане има за цел да се получи съдебна декларация за противоконституционност на пропуска в регулирането на дадено право с оглед на това да се напомни на органа, отговорен за приемането на съответните норми, да предприеме изискуемите от конституцията действия, така както се случва при директните дела за противоконституционност поради бездействие..
Когато съдът се произнася с мандат за разпореждане, обикновено органът, от когото се търси отговорност за неконституционния пропуск, е посъветван в определен от съда срок да издаде нормативна уредба, която да направи възможно упражняването на конституционното право на ищеца. Когато обаче въпросът опре до приемането на закон по конституционен въпрос, съдът няма друг избор, освен да уведоми легислатора за наличието на пропуск в законодателството. Въпреки че мандатът за разпореждане е инструмент, създаден, за да се редуцират случаите, в които конституционни права не могат да се приложат ефективно на практика, съдиите не могат, съгласно конституционния принцип за разделение на властите, да задължат легислатора да продуцира съответен закон
Не се допуска издаване на мандат за разпореждане, когато става въпрос за упражняване на права, които не са изброени и гарантирани от конституцията на страната, или когато има инфраконституционни разпоредби, поместени в законопроект, който се обсъжда от Националния конгрес.

## Компетенция
Компетенцията за провеждане на процедури за издаване на мандат за разпореждане е разпределена в зависимост от органите, които имат право да въвеждат в сила необходимите нормативни мерки.
Така например Върховният федерален съд притежава компетентност да излиза с мандат за разпореждане, когато отговорност за издаването на липсващия нормативен акт имат президентът на Републиката, Националният конгрес, Камарата на депутатите, Федералния сенат, управителните съвети на някоя от тези две камари на законодателното тяло, Федералната сметна палата, някое от висшите съдилища или самият Върховен федерален съд. Освен това Върховният федерален съд има право да се произнася по апелативни дела за обжалване на мандат за разпореждане, произнесен на първа инстанция от Висшия съд, когато Висшият съд се е произнесъл с отказ да удовлетвори молбата на ищеца.
Висшият съд притежава право да издава мандат за разпореждане, когато отговорни за издаване на необходимия нормативен акт са органи на федералната администрация, с изключение на случаите от компетенцията на Върховния федерален съд, от компетенцията на военното, трудовото, електоралното или федералното правосъдие.
Апелативните щатски съдилища в страната имат право да се произнасят с мандат за разпореждане съгласно условията и относно постановленията, предвидени в отделните щатски конституции. Така например Апелативният съд на Минас Жераис има право да се произнася с мандат за защита, когато органите, отговорни за издаването на необходимите нормативни актове, са органи на щатската администрация.
Първоинстанционните щатски съдии от своя страна имат компетенцията да се произнасят с мандат за разпореждане, когато компетенция за издаване на необходимия нормативен акт имат общинските камари, управителните им бордове, общинските префекти (кметове) или общински органи и предприятия.